# Super Formula 2024
La stagione 2024 della Super Formula è stata la cinquantaduesima edizione del più importante campionato giapponese per vetture a ruote scoperte, la dodicesima con la denominazione di Super Formula. La serie è iniziata il 10 marzo sul Circuito di Suzuka ed è terminata anche il campionato il 10 novembre.

## La Pre-stagione

### Test
Il sei, il sette e l'otto dicembre 2023 sul Circuito di Suzuka, si sono svolti i test post-stagionali della stagione 2023, composti da due sessioni: una mattutina e una pomeridiana. Nella combinata del primo giorno, Sho Tsuboi sulla sua TOM'S fa segnare il miglior tempo in 1'39.994. Nella seconda giornata, il miglior tempo viene fatto segnare dall'ex Formula 1: Kamui Kobayashi in 1'32.296.
La terza, ed ultima, giornata dei test è stata riservata ai Rookie: giovani piloti provenienti dai campionati propedeutici nipponici e diversi piloti provenienti da tutto il mondo, tra i quali: Igor Fraga, David Vidales, Ben Barnicoat, Oliver Rasmussen ed il vice-Campione del Mondo di Formula 2 2023 Ayumu Iwasa. A svettare su tutti è proprio il nipponico Iwasa, pilota facente parte del Red Bull Junior Team, in 1'36.387.
Nuovamente sul Circuito di Suzuka, tra il 22 ed il 23 febbraio 2024 si sono tenuti i test pre-stagionali della nuova stagione. Tra i nuovi piloti, spicca il nome del Campione del Mondo in carica di Formula 2 Théo Pourchaire, nonché unico straniero a correre nel campionato. La Dandelion di Tadasuke Makino è la più veloce della prima giornata, caratterizzata dalla pioggia, in 1'53.515. Nel secondo giorno il miglior tempo è stato fatto segnare da Kenta Yamashita che ferma il cronometro a 1'36.327.

### Calendario
Il calendario provvisorio è stato annunciato il 3 agosto 2023. Il successivo 25 dicembre viene annunciata una modifica al Round Finale della serie, che si disputerà al Circuito di Suzuka, anticipandolo di due settimane e concludendosi così il 10 novembre 2024. Tutte le gare si disputeranno in Giappone. 
| Gara | Circuito           | Località                      | Data          | Evento di supporto                                                      |
| ---- | ------------------ | ----------------------------- | ------------- | ----------------------------------------------------------------------- |
| 1    | Circuito di Suzuka | Suzuka, Prefettura di Mie     | 10 marzo      | All Japan Road Race Championship Formula Regional Japanese Championship |
| 2    | Autopolis          | Hita, Prefettura di Ōita      | 17–19 maggio  | Super Formula Lights                                                    |
| 3    | Sportsland SUGO    | Shibata, Prefettura di Miyagi | 21–23 giugno  | Super Formula Lights                                                    |
| 4    | Circuito del Fuji  | Oyama, Prefettura di Shizuoka | 19–21 luglio  | Super Formula Lights Kyojo Cup                                          |
| 5    | Twin Ring Motegi   | Motegi, Prefettura di Tochigi | 23–25 agosto  | Formula Regional Japanese Championship                                  |
| 6    | Circuito del Fuji  | Oyama, Prefettura di Shizuoka | 11–13 ottobre | Formula Regional Japanese Championship                                  |
| 7    | Circuito del Fuji  | Oyama, Prefettura di Shizuoka | 11–13 ottobre | Formula Regional Japanese Championship                                  |
| 8    | Circuito di Suzuka | Suzuka, Prefettura di Mie     | 8–10 novembre | Super Formula Lights                                                    |
| 9    | Circuito di Suzuka | Suzuka, Prefettura di Mie     | 8–10 novembre | Super Formula Lights                                                    |

## Team e Piloti
Il 12 dicembre 2023 i due marchi nipponici partecipanti al Campionato, Toyota e Honda, hanno annunciato i loro piloti per la stagione 2024.
| Team                           | Motore | No. | Piloti              | Gare     |
| ------------------------------ | ------ | --- | ------------------- | -------- |
| Kondo Racing                   | Toyota | 3   | Kenta Yamashita     | Tutti    |
| Kondo Racing                   | Toyota | 4   | Kazuto Kotaka       | Tutti    |
| Kids com Team KCMG             | Toyota | 7   | Kamui Kobayashi     | Tutti    |
| Kids com Team KCMG             | Toyota | 8   | Nirei Fukuzumi      | Tutti    |
| docomo business ROOKIE         | Toyota | 14  | Kazuya Oshima       | Tutti    |
| Itochu Enex Team Impul         | Toyota | 19  | Théo Pourchaire     | 1        |
| Itochu Enex Team Impul         | Toyota | 19  | Ben Barnicoat       | 2        |
| Itochu Enex Team Impul         | Toyota | 19  | Hibiki Taira        | 3-4, 8-9 |
| Itochu Enex Team Impul         | Toyota | 19  | Nyck de Vries       | 5-7      |
| Itochu Enex Team Impul         | Toyota | 20  | Yūji Kunimoto       | Tutti    |
| Vantelin Team TOM’S            | Toyota | 36  | Shō Tsuboi          | Tutti    |
| Vantelin Team TOM’S            | Toyota | 37  | Ukyō Sasahara       | Tutti    |
| Vertex Partners Cerumo・INGING | Toyota | 38  | Sena Sakaguchi      | Tutti    |
| Vertex Partners Cerumo・INGING | Toyota | 39  | Toshiki Oyu         | Tutti    |
| Docomo Team Dandelion Racing   | Honda  | 5   | Tadasuke Makino     | Tutti    |
| Docomo Team Dandelion Racing   | Honda  | 6   | Kakunoshin Ohta     | Tutti    |
| ThreeBond Racing               | Honda  | 12  | Atsushi Miyake      | Tutti    |
| Team Mugen                     | Honda  | 15  | Ayumu Iwasa         | Tutti    |
| Team Mugen                     | Honda  | 16  | Tomoki Nojiri       | Tutti    |
| San-Ei Gen with B-Max          | Honda  | 50  | Iori Kimura         | Tutti    |
| TGM Grand Prix                 | Honda  | 53  | Juju Noda           | Tutti    |
| TGM Grand Prix                 | Honda  | 55  | Nobuharu Matsushita | 1-3      |
| TGM Grand Prix                 | Honda  | 55  | Hiroki Otsu         | 4-9      |
| PONOS Nakajima Racing          | Honda  | 64  | Naoki Yamamoto      | Tutti    |
| PONOS Nakajima Racing          | Honda  | 65  | Ren Satō            | Tutti    |

## Risultati
| Gara | Circuito           | Tempo        | Pole Position   | Giro Veloce     | Vincitore       | Vettura        | Team                         | Note   |
| ---- | ------------------ | ------------ | --------------- | --------------- | --------------- | -------------- | ---------------------------- | ------ |
| 1    | Circuito di Suzuka | 57'14"911    | Sena Sakaguchi  | Naoki Yamamoto  | Tomoki Nojiri   | Dallara-Honda  | Team Mugen                   | [ 18 ] |
| 2    | Autopolis          | 1h 03'37"202 | Ayumu Iwasa     | Ben Barnicoat   | Tadasuke Makino | Dallara-Honda  | Docomo Team Dandelion Racing | [ 19 ] |
| 3    | Sportsland SUGO    | 26'22"982    | Tomoki Nojiri   | Tomoki Nojiri   | Tomoki Nojiri   | Dallara-Honda  | Team Mugen                   | [ 20 ] |
| 4    | Circuito del Fuji  |              | Nirei Fukuzumi  | Tomoki Nojiri   | Shō Tsuboi      | Dallara-Toyota | Vantelin Team TOM’S          | [ 21 ] |
| 5    | Twin Ring Motegi   |              | Kenta Yamashita | Naoki Yamamoto  | Tadasuke Makino | Dallara-Honda  | Docomo Team Dandelion Racing |        |
| 6    | Circuito del Fuji  |              | Nirei Fukuzumi  | Shō Tsuboi      | Shō Tsuboi      | Dallara-Toyota | Vantelin Team TOM’S          |        |
| 7    | Circuito del Fuji  |              | Shō Tsuboi      | Shō Tsuboi      | Shō Tsuboi      | Dallara-Toyota | Vantelin Team TOM’S          |        |
| 8    | Circuito di Suzuka |              | Kakunoshin Ohta | Kakunoshin Ohta | Kakunoshin Ohta | Dallara-Honda  | Docomo Team Dandelion Racing |        |
| 9    | Circuito di Suzuka |              | Tomoki Nojiri   | Iori Kimura     | Kakunoshin Ohta | Dallara-Honda  | Docomo Team Dandelion Racing |        |

## Classifiche

### Sistema di punteggio
Il sistema di punteggio rimane invariato rispetto alla scorsa stagione, con l'assegnazione dei punti che segue lo schema seguente:
| Gara      | Gara | Gara | Gara | Gara | Gara | Gara | Gara | Gara | Gara | Gara |
| Posizione | 1º   | 2º   | 3º   | 4º   | 5º   | 6º   | 7º   | 8º   | 9º   | 10º  |
| --------- | ---- | ---- | ---- | ---- | ---- | ---- | ---- | ---- | ---- | ---- |
| Punti     | 20   | 15   | 11   | 8    | 6    | 5    | 4    | 3    | 2    | 1    |

Vengono anche assegnati punti per la qualifica, riservati solamente ai primi tre classificati.
| Qualifica | Qualifica | Qualifica | Qualifica |
| Posizione | 1º        | 2º        | 3º        |
| --------- | --------- | --------- | --------- |
| Punti     | 3         | 2         | 1         |

### Classifica Piloti
| Pos. | Pilota                  | SUZ             | AUT                 | SUG          | FUJ         | MOT                                             | FUJ  | FUJ  | SUZ  | SUZ  | Punti |
| --- | ----------------------- | --------------- | ------------------- | ------------ | ----------- | ----------------------------------------------- | ---- | ---- | ---- | ---- | ----- |
| 1 | Shō Tsuboi              | 11              | 3                   | 3            | 1           | 5                                               | 1    | 1    | 2    | 23   | 117.5 |
| 2 | Tomoki Nojiri           | 13              | 9                   | 1            | 3           | 3                                               | 63   | 72   | 5    | 41   | 87    |
| 3 | Tadasuke Makino         | 10              | 12                  | 4            | 5           | 1                                               | 4    | 3    | 3    | 8    | 86    |
| 4 | Kakunoshin Ohta         | 42              | 5                   | 14           | NP          | 19†2                                            | 92   | 4    | 1    | 12   | 75    |
| 5 | Ayumu Iwasa             | 9               | 21                  | 2            | 112         | 7                                               | 2    | 6    | 92   | 7    | 63.5  |
| 6 | Nirei Fukuzumi          | 6               | 8                   | 13           | 41          | 9                                               | 51   | 23   | 6    | 3    | 62    |
| 7 | Kenta Yamashita         | 2               | 7                   | 6            | 13          | 21                                              | 10   | 8    | 8    | 9    | 48.5  |
| 8 | Naoki Yamamoto          | 3               | 43                  | NP           | 10          | 4                                               | 8    | Rit  | 7    | 6    | 41    |
| 9 | Toshiki Oyu             | 16              | 15                  | 5            | 23          | 63                                              | Rit  | 10   | 10   | 16   | 27    |
| 10 | Kamui Kobayashi         | 19              | 10                  | 10           | 8           | 12                                              | 3    | 5    | 14   | 10   | 22.5  |
| 11 | Ren Satō                | 5               | Rit                 | 11           | 7           | 10                                              | 7    | SQ   | Rit3 | 5    | 22    |
| 12 | Sena Sakaguchi          | 71              | 6                   | 12           | Rit         | Rit                                             | 18   | Rit  | 4    | 13   | 20    |
| 13 | Yūji Kunimoto           | Rit             | 19                  | 7            | 6           | 11                                              | 13   | 15   | 13   | 12   | 7     |
| 14 | Kazuto Kotaka           | Rit             | 18                  | 8            | 17          | 8                                               | 16   | 12   | Rit  | 19   | 4.5   |
| 15 | Nobuharu Matsushita     | 8               | 16                  | 19           |             |                                                 |      |      |      |      | 3     |
| 16 | Iori Kimura             | 12              | 14                  | 9            | 15          | 17                                              | Rit  | 9    | 11   | 11   | 3     |
| 17 | Hibiki Taira            |                 |                     | 17           | 9           |                                                 |      |      | Rit  | 17   | 2     |
| 18 | Nyck de Vries           |                 |                     |              |             | 13                                              | 11   | 11   |      |      | 0     |
| 19 | Kazuya Oshima           | 13              | 11                  | Rit          | 16          | 14                                              | 15   | Rit  | Rit  | 15   | 0     |
| 20 | Ukyō Sasahara           | 15              | 12                  | 16           | 12          | 16                                              | 12   | 14   | 15   | 14   | 0     |
| 21 | Juju Noda               | 17              | 20                  | 18           | 19          | 18                                              | 17   | 16   | 12   | 20   | 0     |
| 22 | Hiroki Otsu             |                 |                     |              | 14          | 15                                              | 19   | 13   | Rit  | Rit  | 0     |
| 23 | Ben Barnicoat           |                 | 13                  |              |             |                                                 |      |      |      |      | 0     |
| 24 | Atsushi Miyake          | 14              | 17                  | 15           | 18          | 20                                              | 14   | Rit  | Rit  | 18   | 0     |
| 25 | Théo Pourchaire         | 18              |                     |              |             |                                                 |      |      |      |      | 0     |
| Pos. | Pilota                  | SUZ1            | AUT                 | SUG          | FUJ1        | MOT                                             | FUJ2 | FUJ2 | SUZ2 | SUZ2 | Punti |
| \| Legenda \| 1º posto \| 2º posto \| 3º posto \| A punti \| Senza punti \| Grassetto=Pole position Corsivo=Giro più veloce \| \| Legenda \| Solo prove/Terzo pilota \| Non qualificato \| Ritirato/Non class. \| Squalificato \| Non partito \| Grassetto=Pole position Corsivo=Giro più veloce \| |                         |                 |                     |              |             |                                                 |      |      |      |      |       |
| Legenda | 1º posto                | 2º posto        | 3º posto            | A punti      | Senza punti | Grassetto=Pole position Corsivo=Giro più veloce |      |      |      |      |       |
| Legenda | Solo prove/Terzo pilota | Non qualificato | Ritirato/Non class. | Squalificato | Non partito | Grassetto=Pole position Corsivo=Giro più veloce |      |      |      |      |       |

* – Indica i piloti ritirati ma ugualmente classificati avendo coperto, come previsto dal regolamento, almeno il 90% della distanza di gara.

### Classifica Costruttori
| Pos. | Team                           | N°              | SUZ1                | AUT          | SUG         | FUJ1                                            | MOT | FUJ2 | FUJ2 | SUZ2 | SUZ2 | Punti |
| --- | ------------------------------ | --------------- | ------------------- | ------------ | ----------- | ----------------------------------------------- | --- | ---- | ---- | ---- | ---- | ----- |
| 1 | Team Mugen                     | 15              | 9                   | 2            |             |                                                 |     |      |      |      |      | 39    |
| 1 | Team Mugen                     | 16              | 1                   | 9            |             |                                                 |     |      |      |      |      | 39    |
| 2 | Docomo Team Dandelion Racing   | 5               | 10                  | 1            |             |                                                 |     |      |      |      |      | 35    |
| 2 | Docomo Team Dandelion Racing   | 6               | 4                   | 5            |             |                                                 |     |      |      |      |      | 35    |
| 3 | PONOS Nakajima Racing          | 64              | 3                   | 4            |             |                                                 |     |      |      |      |      | 25    |
| 3 | PONOS Nakajima Racing          | 65              | 5                   | Rit          |             |                                                 |     |      |      |      |      | 25    |
| 4 | Kondo Racing                   | 3               | 2                   | 7            |             |                                                 |     |      |      |      |      | 15    |
| 4 | Kondo Racing                   | 4               | Rit                 | 18           |             |                                                 |     |      |      |      |      | 15    |
| 5 | Vantelin Team TOM’S            | 36              | 11                  | 3            |             |                                                 |     |      |      |      |      | 11    |
| 5 | Vantelin Team TOM’S            | 37              | 15                  | 12           |             |                                                 |     |      |      |      |      | 11    |
| 6 | Kids com Team KCMG             | 7               | 19                  | 10           |             |                                                 |     |      |      |      |      | 9     |
| 6 | Kids com Team KCMG             | 8               | 6                   | 8            |             |                                                 |     |      |      |      |      | 9     |
| 7 | Vertex Partners Cerumo・INGING | 38              | 7                   | 6            |             |                                                 |     |      |      |      |      | 9     |
| 7 | Vertex Partners Cerumo・INGING | 39              | 16                  | 15           |             |                                                 |     |      |      |      |      | 9     |
| 8 | TGM Grand Prix                 | 53              | 17                  | 20           |             |                                                 |     |      |      |      |      | 3     |
| 8 | TGM Grand Prix                 | 55              | 8                   | 16           |             |                                                 |     |      |      |      |      | 3     |
| 9 | San-Ei Gen con B-Max           | 50              | 12                  | 14           |             |                                                 |     |      |      |      |      | 0     |
| 10 | docomo business ROOKIE         | 14              | 13                  | 11           |             |                                                 |     |      |      |      |      | 0     |
| 11 | ThreeBond Racing               | 12              | 14                  | 17           |             |                                                 |     |      |      |      |      | 0     |
| 12 | Itochu Enex Team Impul         | 19              | 18                  | 13           |             |                                                 |     |      |      |      |      | 0     |
| 12 | Itochu Enex Team Impul         | 20              | Rit                 | 19           |             |                                                 |     |      |      |      |      | 0     |
| Pos. | Team                           | N°              | SUZ1                | AUT          | SUG         | FUJ1                                            | MOT | FUJ2 | FUJ2 | SUZ2 | SUZ2 | Punti |
| \| Legenda \| 1º posto \| 2º posto \| 3º posto \| A punti \| Senza punti \| Grassetto=Pole position Corsivo=Giro più veloce \| \| Legenda \| Solo prove/Terzo pilota \| Non qualificato \| Ritirato/Non class. \| Squalificato \| Non partito \| Grassetto=Pole position Corsivo=Giro più veloce \| |                                |                 |                     |              |             |                                                 |     |      |      |      |      |       |
| Legenda | 1º posto                       | 2º posto        | 3º posto            | A punti      | Senza punti | Grassetto=Pole position Corsivo=Giro più veloce |     |      |      |      |      |       |
| Legenda | Solo prove/Terzo pilota        | Non qualificato | Ritirato/Non class. | Squalificato | Non partito | Grassetto=Pole position Corsivo=Giro più veloce |     |      |      |      |      |       |